# Protaetia aruensis
Protaetia aruensis är en skalbaggsart som beskrevs av Miksic 1965. Protaetia aruensis ingår i släktet Protaetia och familjen Cetoniidae. Inga underarter finns listade i Catalogue of Life.